# Família Bower
La família de Bower és una petita família d'asteroides situada en el cinturó principal. La família va ser nomenada amb el nom del primer asteroide que va ser classificat en aquest grup, (1639) Bower.
Alguns membres d'aquesta família són:
| Nom          | Diàmetre | Semieix major | Inclinació orbital | Excentricitat orbital | Descobriment |
| ------------ | -------- | ------------- | ------------------ | --------------------- | ------------ |
| (1639) Bower | 36,41 km | 2,573 UA      | 8,437 °            | 0,150                 | 1951         |
| (3815) Konig | 23,21 km | 2,569 UA      | 8,640 °            | 0,105                 | 1959         |